# Technical

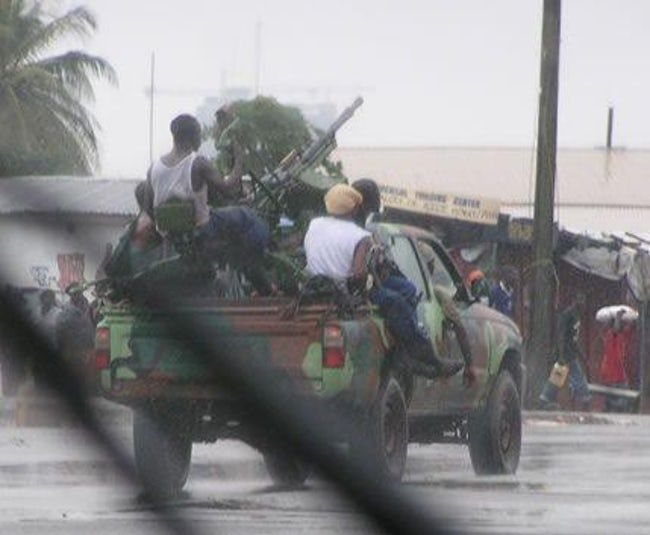
Technical au Liberia armé d'une KPV 14,5 mm.

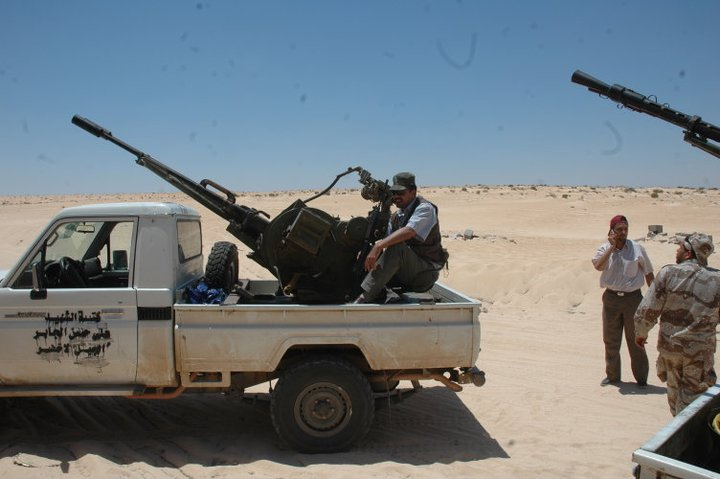
Technical armé d'un canon bitube de DCA ZU 23 mm lors de la Révolution libyenne de 2011.

Un technical ou pick-up armé est une automitrailleuse artisanale, caractéristique des armées irrégulières. Ce type de véhicule a été utilisé à l'origine en Afghanistan.

## Dénomination
L'appellation technical semble avoir été inventée pendant les opérations des Nations unies en Somalie au début des années 1990. Les membres des organisations non gouvernementales intervenant dans le pays ne pouvant porter d’armes et devant rester neutres, ils recourent à des gardes locaux dotés de pick-up armés pour assurer leur protection. Ne pouvant pas non plus dire ouvertement qu’ils financent des milices, ils recourent alors aux euphémismes technical support (« soutien technique ») ou technical advisers (« conseillers techniques ») pour désigner ces embauches dans leurs budgets.
Ces véhicules sont également désignés de manière moins familière comme « véhicules de combat improvisés », tandis que dans la nomenclature des forces armées des États-Unis, ils sont officiellement désignés par l’appellation non-standard tactical vehicles (« véhicules tactiques non-standard »).

## Historique

### Mûrissement du concept (1970-1990)
Les premiers technicals apparaissent en Palestine à la fin des années 1960, mais le concept mûri surtout à partir du milieu des années 1970 pendant la guerre du Liban. Le succès du technical au Liban est lié à plusieurs facteurs. D’une part les différentes factions n’ont guère de difficultés à se procurer et à entretenir des véhicules civils et des armes lourdes, alors que l’acquisition et l’entretien de blindés est difficile. D’autre part la majorité des combats se déroulent en milieu urbain, où les blindés ont non seulement du mal à manœuvrer, mais sont aussi vulnérable aux attaques de fantassins armés de RPG-7, d’autant que la plupart des factions n’ont pas de combattants entraînés à opérer avec des blindés. Rapides, manœuvrables et assez discrets, les technicals sont mieux adaptés à ce terrain, et l’utilisation de canons antiaériens leur permet de riposter plus efficacement que la plupart des blindés aux attaques venant des étages supérieurs des bâtiments.
Le technical fait peu de temps après son apparition en Afrique du Nord, alors que la cavalerie légère caractéristique de ces régions se motorise. Ce type de véhicule, mobile et endurant, se prête en effet bien à la pratique des raids et aux tactiques d’attaque-repli. Leur importance se reflète dans le nom donné à la dernière phase de la guerre entre le Tchad et la Libye au milieu des années 1980 : la guerre des Toyota. L’utilisation par les Tchadiens de nombreux pick-up armés pour harceler l’armée libyenne leur permet de mettre en déroute celle-ci, pourtant bien mieux équipée.

### Succès et limites du concept (1990-2010)
Dans les décennies suivantes, le technical devient un symbole de puissance pour les seigneurs de guerre en Afrique. Néanmoins, dans les années 1990 pendant la guerre civile somalienne leurs limites apparaissent : les forces de l’ONUSOM disposant de la maîtrise totale du ciel et leurs règles d’engagement leur permettant de tirer à vue sur les technicals, ceux-ci disparaissent rapidement du conflit, les chefs somaliens préférant de pas les exposer inutilement. Pour les mêmes raisons, l’utilisation des technicals au cours des guerres des années 1990 en Tchétchénie et dans les Balkans reste limitée. Les Balkans se distinguent néanmoins par deux aspects : d’une part, par l’utilisation de tracteurs et de camions plutôt que de pick-up et, d’autre part, par les premières utilisations documentées de blindage improvisé installé sur des technicals.
En Afghanistan, les Talibans font un usage important des technicals durant les guerres des années 1990, en reproduisent les manœuvre de la guerre Toyota. Ils utilisent principalement des pick-up GMC et Toyota Hilux et disposent en 1998 de plus de quatre cents de ces derniers, qu’ils surnomment Ahu (« cerf »).
Plus récemment lors de l'invasion de l'Ukraine par la Russie en 2022 de nombreuses images de technicals ont été aperçus du côté russe comme ukrainien.

## Description
Un technical résulte de la modification d'un véhicule civil comme un véhicule tout-terrain ou un camion, sur lequel est monté une mitrailleuse lourde, un mortier ou un lance-roquettes. Les véhicules civils équipés d’un blindage improvisé mais non armés ne sont pas des technicals, ni les véhicules non-civils à l’origine, bien qu’en pratique quelques cas de véhicules militaires fortement modifiés de manière artisanales se situent dans une zone grise. La plupart des technicals ne sont pas blindés, mais cette pratique s’est développée au cours des années 2010, notamment en Syrie et en Irak. 

### Véhicules tout terrain rencontrés
- Toyota Land Cruiser
- Toyota Hilux (ces deux véhicules furent si utilisés au cours de la dernière partie du conflit tchado-libyen qu'elle est souvent surnommée la guerre des Toyota)

### Armement

#### Mitrailleuses et canons
Les mitrailleuses et les canons automatiques sont l’armement le plus courant des technicals. Elles peuvent être montées sur un support dédié, mais il est également fréquent qu’elles soient installées de manière plus improvisées sur un trépied boulonné plus ou moins solidement au plancher du véhicule et calé par des sacs de sable. Les mitrailleuses légères et intermédiaires sont efficaces contre les fantassins et les véhicules légers, tandis que les mitrailleuses lourdes et les canons, outre leur pouvoir destructeur contre ces cibles, sont également redoutables contre les hélicoptères, les fortifications légères et les blindés légers. La puissance de ces armes peut toutefois les rendre dangereuses pour les utilisateurs quand elles sont montées de manière artisanale sur des véhicules inadaptés à cet usage.
Dans les armes légères, les plus fréquentes sont des armes soviétiques comme les Kalachnikov PK et PKM ainsi que leur équivalent modernisé, la Petcheneg, toutes de calibre 7,62 mm. En Afrique, notamment en Somalie, peuvent également se rencontrer des armes plus anciennes comme la SG-43 ou la SGM. Il arrive également de rencontrer des armes de réemploi, comme la PKT, qui est normalement prévue pour être utilisée comme mitrailleuse coaxiale dans les chars et n’a pas de crosse. Les copies chinoises de ces armes sont également très courantes. Les technicals des forces spéciales occidentales ou les milices armées par ceux-ci utilisent leurs propres mitrailleuses légères, généralement la FN MAG de 7,62 mm et la FN Minimi de 5,56 mm.
Les mitrailleuses lourdes sont elles-aussi le plus souvent soviétiques ou leurs copies chinoises ou iraniennes. La plus fréquente est la DShK de 12,7 mm. Ses versions plus récentes, la NSV soviétique et la M02 serbe, sont plus rares, mais peuvent se voir en Syrie chez les milices soutenues par la Russie. La mitrailleuse KPV de 14,5 mm et le canon de 23 mm sont également fréquents, le plus souvent avec des affûts multiples comme le ZPU-2 ou ZU-23-2. Bien moins fréquents, des canons S-60 de 57 mm sont parfois aussi utilisés. Les mitrailleuses lourdes occidentales sont beaucoup plus rares. La plus utilisée est la mitrailleuse M2 de 12,7 mm, qui peut se rencontrer occasionnellement chez les milices en Somalie, en Libye et au Liban. Elle est aussi la principale mitrailleuse lourde utilisée par les technicals des forces occidentales.

#### Armes antichar
La principale arme antichar visible sur les technicals est le canon sans recul. Du fait de leur longueur, la cabine des véhicules porteurs est généralement supprimée. Les modèles les plus fréquemment employés sont le SPG-9 de 73 mm, le B-10 et sa copie chinoise, le Type 65, de 82 mm ainsi que le M40 américain de 106 mm. Tirant des projectiles à charge creuse, ces armes, bien que pouvant paraître dépassées, constituent une menace sérieuse. Elles peuvent détruire les chars de conception ancienne comme le T-55 et même les blindés modernes occidentaux peuvent être endommagés, voire dans certaines conditions détruits, par celles-ci. Elles sont en outre très efficaces contre les positions fortifiées et les constructions en milieu urbain.
L’utilisation de lance-missiles antichars est considérablement plus rare. En effet, outre le coût plus élevé des missiles, leurs lanceurs sont des armes plus perfectionnées qui demandent un savoir-faire et une maintenance appropriée, deux choses faisant souvent défaut dans les milices. Des lance-missiles Sager ont toutefois été montés sur des Land Cruiser au Sahara occidental dans les années 1970 et, plus récemment, des TOW et leur copie iranienne ont été utilisés en Syrie. En revanche l’installation de missiles Milan sur des technicals pendant la guerre des Toyota est vraisemblablement une légende urbaine.

#### Artillerie
La principale forme d’artillerie utilisée sur les technicals est le lance-roquettes multiple. Les lanceurs peuvent être fait pour un usage terrestre, comme le Type 63 chinois comptant douze tubes de 107 mm, mais il est également fréquent que des paniers de roquettes d’aviation soient utilisés, comme l’UB-32-57 soviétique avec 32 tubes de 57 mm.

## Position des constructeurs
L’utilisation de véhicules civils dans des conflits armés, souvent par des groupes classés comme terroristes, met leurs constructeurs dans des situations délicates. En 2001 après les attentats du 11 septembre, l’intérêt pour les Talibans et Al-Qaïda fait que la télévision diffuse de manière récurrente en Occident des images de Toyota armés utilisés par les terroristes. Cette situation force la marque japonaise à déclarer qu’elle n’a exportée légalement en Afghanistan qu’un seul Land Cruiser dans les cinq dernières années et qu’elle n’a donc pas de responsabilité dans la constitution de cet arsenal.
La situation se répète avec l’État islamique, qui lui aussi diffuse abondamment les images de ses technicals Toyota. Cela entraîne en 2015 l’ouverture d’une enquête par le département du Trésor des États-Unis pour éclaircir la manière dont les terroristes se procurent ces véhicules et si les constructeurs profitent de la situation pour s’enrichir.